# Canal 5 (México)
Canal 5 (estilizado como 5*) es una cadena de televisión abierta mexicana con cobertura nacional, con sede en la Ciudad de México, perteneciente a TelevisaUnivision. Su estación principal es XHGC-TDT de la Ciudad de México, cuyo canal de frecuencias era el 5 de VHF (canal analógico). Actualmente, tiene asignado el canal virtual digital 5.1 (excepto XETV-TDT) en sus estaciones retransmisoras, propiedad de la filial de Grupo Televisa, Radio Televisión, S.A. de C.V.
El canal está orientado principalmente hacia el público infantil y juvenil, aunque en los horarios nocturnos suele incluir un concepto más general con series de televisión y reality shows. A lo largo de las décadas entre su programación, se incluye gran cantidad de series y películas de origen extranjero, principalmente de los Estados Unidos y Japón. En programación, su principal competidor a nivel nacional en televisión abierta históricamente ha sido Azteca 7 de TV Azteca.

## Historia
La estación XHGC-TV inició sus emisiones de prueba el 10 de mayo de 1952, con la transmisión de un festival del Día de las Madres (celebrado en México) organizado por el diario Excélsior; aunque sus transmisiones regulares iniciaron el 18 de agosto del mismo año. Su fundador fue el ingeniero Guillermo González Camarena, quien también fungió como director y concesionario del canal hasta su muerte en 1965. Durante 30 años, el canal transmitió también los contenidos de telesecundaria, programa pionero de las emisiones educativas, precedente de la Edusat.
Al final de la década de 1980, el entonces vicepresidente de Televisa, Alejandro Burillo Azcárraga, impulsó cambios drásticos en la imagen corporativa de todos los canales de la empresa. Hasta ese entonces, los canales de Televisa utilizaban el logotipo y encima, el número de canal. Se dejó de llamarles por el número, y se les llamó por su identificativo, ya que en muchas partes del país el canal estaba asignado en otras ciudades en canales e indicativos de señal diferentes al 5. El canal cinco pasó a ser el canal XHGC. Los promos dejaron de poner el número y se liberó la estética de los logos. Cada spot tenía un logo y un diseño diferente, algo nunca hecho en la televisión mexicana. El Canal 5 se presentó como un espacio joven e innovador gracias a colaboraciones del creativo Agustín Corona, que inventó el eslogan “Energía Visual” y el director-diseñador Pablo Jato que utilizó las primeras técnicas de vídeo digital.
Durante los últimos años de la década de 1980, XHGC Canal 5 iniciaba sus transmisiones a las 7:00 a. m. en la Ciudad de México y a las 4 de la tarde en el resto de la república, fue así que de 1987 a 1993, la carta de tiempo de XHGC durante las mañanas era llenada por una transmisión propia desde Altzomoni, la cual era XEX-TV "T.V. Matutina" que después pasó a llamarse la "Supercadena 8", la cual retransmitía programación de Canal 5 así como de los otros canales de Televisa. La señal partía de Altzomoni, Puebla a XHAJ-TV como retransmisor de Canal 5 en Las Lajas, Veracruz (actualmente retransmisora de Telever) y otras retransmisoras. Fue hasta 1993 en el que se creó el canal de ventas CVC, cuando el Canal 8 fue ocupado y las repetidoras de Canal 5 se enlazaban las 24 horas al canal de origen. Actualmente, el canal sigue transmitiendo como repetidora de Canal 5 sin incluir programación propia y emplazando publicitarios dirigidos a la Ciudad de Puebla. Debido a los diferentes canales que usaba la señal, Televisa decidió eliminar el número 5 y dejar el canal como XHGC. Por iniciativa de Alejandro Burillo Azcárraga, el creativo y director Pablo Jato fue el encargado de esta singular campaña, que utilizó por primera vez en México e video digital para crear identificaciones totalmente distintas. Se dejó de usar un color metálico institucional y se pasó a los colores, el diseño y la producción digital. Los jóvenes adoptaron este estilo que fue copiado en publicidad (ejemplo: campaña de FUROR) y programas de televisión. Desde ese momento la imagen del canal pasó a ser algo novedoso, joven e innovador y el 5 se convirtió en la punta de lanza para la imagen de los jóvenes en México. Esta imagen duró desde 1987 hasta 1990.
En la década de los 90, se regresó al logo y al número 5. Algunos promocionales de los 90 fueron creados por Alejandro González Iñárritu usando el estilo personal que había introducido él ya en la emisora de radio W F.M. (Televisa). Los promos tenían estética de anuncio publicitario, con actores y temáticas variadas. Duraron hasta 1999.
Durante mucho tiempo, Televisa mantuvo la exclusividad de transmisión de contenido audiovisual de Disney; esta acción era más notoria en los años 80 y parte de los 90, cuando diversas series animadas como Patoaventuras, Aventureros del aire, Chip y Dale al rescate, entre otras, así como películas de sus afiliadas como Touchstone Pictures, Miramax y otras, formaban parte del canal; incluso se contaba con la presencia de Disney Club como bloque sabatino de 1995 a 1997. Sin embargo, como consecuencia de una reestructuración se termina el acuerdo de exclusividad con la empresa estadounidense con lo que las series de la mencionada comenzaban a ser retiradas de Canal 5 paulatinamente.
En 1998, Azteca 7 adquiere convenio exclusivo con Disney, por lo que en Canal 5 se empiezan a retirar los programas transmitidos por el canal. El último programa con series de Disney por parte de Televisa fue el segmento sabatino denominado "El Zap de Disney", que contenía ya la poca programación de dibujos animados de Disney en un espacio relativamente reducido; finalizando emisiones en 1998. Además, en aquel entonces refuerza convenio con Warner Bros. (y sus creadores de contenido Turner Broadcasting System y Cartoon Network); FOX y Nickelodeon; por lo que sus contenidos empiezan a exhibirse por primera vez. De igual manera Videovisa (convertido tiempo después a Televisa Home Entertainment) deja de distribuir contenido también de Disney y relacionados para enfocarse a contenido propio como series y telenovelas.
Entre los géneros que se transmiten por Canal 5 destacan los programas infantiles, películas y series internacionales, partidos de fútbol; ya sea de UEFA Champions League (excepto la final, siendo transmitido por Las Estrellas); la UEFA Europa League; la Copa Mundial de Fútbol; Partidos amistosos y de Partidos oficiales eliminatorios de la selección de fútbol de México (excepto elegidos los domingos, cuando los transmite Canal 2); y ocasionalmente, de la Liga MX (los partidos de jornada doble realizados entre semana y de los sábados) y partidos de finales del fútbol americano (ocasionalmente la final); además de las producciones propias de Televisa como El Chavo animado y Mujeres Asesinas.
Hoy en día, Canal 5 transmite en señal abierta para el territorio mexicano por medio de estaciones repetidoras y afiliadas de forma parcialmente ininterrumpida desde las 5:00 a. m. hasta la medianoche (tiempo del Centro de México). De la misma forma, es distribuido por las compañías de cable, y en televisión satelital a través del sistema SKY México, y desde septiembre de 2013, en Dish México. Canal 5 está disponible en alta definición en varias ciudades del país; donde se transmite la versión nacional de la señal, utilizada en el sistema de televisión satelital SKY de México.
El canal ha cambiado su forma de transmisiones, sin modificar su orientación original: aunque el canal ya utilizaba logotipo desde los 50, a partir del año 2000, sus programas empiezan a presentar logotipo en pantalla, y desde 2007, el logo es más dinámico e informativo; incluso dando más información de la programación y a ser más dinámicos con sus programas. También ha cambiado los tiempos para su programación: desde 2007, la programación preescolar inicia desde las 6 horas y dura 2 horas; la programación infantil para mayores de 7 da comienzo desde las 8:00 y continúa hasta las 14:00. Las series juveniles se presentan a partir de las 14:00 y las series desde las 20:00, concluyendo hasta la medianoche. Desde el 2 de septiembre de 2013, comenzó una barra nocturna de programas propios de Televisa, conocido como «PM de Canal 5»., la cual en 2016 canceló los programas propios reemplazandolos por series extranjeras.
Usualmente a medianoche, exhibe películas y series actuales de todo tipo que, por alguna razón, no transmite en horarios comerciales (de 6:00 a 23:59 horas, por ejemplo). En otros horarios, cuando no tiene programación, transmite infocomerciales. A diferencia de otros canales en México, el canal 5, al igual que los demás canales de Televisa, no "cortan" la señal o muestran una cartas de ajuste, aunque ejecutan el Himno Nacional Mexicano, sino que emite un título indicativo de señal 15 segundos de duración entre cada programa.
Al igual que todos los canales analógicos transmitiendo para el Valle de México, la transmisión analógica de XHGC dejó de operar el 17 de diciembre de 2015 a las 00:00 sin haber ningún cambio o afectación a la programación de Canal 5.

## Retransmisión por televisión abierta
Por disposición oficial, el canal virtual asignado para esta cadena es el 5.1, con la excepción de la estación XETV-TDT que tiene asignado el canal 6.1, de manera provisional debido a que el canal virtual 5.1 está siendo utilizado en estaciones de los Estados Unidos (KSWB-DT de San Diego, California), y cuyas señales llegan a México, impidiendo su uso.
| Distintivo                                     | Canal digital | Poblaciones obligatorias a servir                                                                       |
| ---------------------------------------------- | ------------- | --- |
| XHGC-TDT                                       | 31            | Ciudad de México y área metropolitana.                                                                  |
| XHAG-TDT                                       | 35            | Aguascalientes, Aguascalientes.                                                                         |
| XHENJ-TDT                                      | 17            | Ensenada, Baja California.                                                                              |
| XHMEX-TDT                                      | 18            | Mexicali, Baja California.                                                                              |
| XETV-TDT                                       | 23            | Tijuana, Baja California.                                                                               |
| XHLPB-TDT                                      | 29            | La Paz, Baja California Sur.                                                                            |
| XHAN-TDT                                       | 22            | Campeche, Campeche.                                                                                     |
| XHCZC-TDT                                      | 22            | Comitán de Domínguez, Chiapas.                                                                          |
| XHSNC-TDT                                      | 17            | San Cristóbal de las Casas, Chiapas.                                                                    |
| XHTAH-TDT                                      | 34            | Tapachula, Chiapas.                                                                                     |
| XHCHZ-TDT                                      | 24            | Chihuahua, Chihuahua.                                                                                   |
| XHCDE-TDT                                      | 19            | Ciudad Delicias, Chihuahua.                                                                             |
| XHJUB-TDT                                      | 33            | Ciudad Juárez, Chihuahua.                                                                               |
| XHCHW-TDT                                      | 27            | Ciudad Acuña, Coahuila.                                                                                 |
| XHMLC-TDT                                      | 29            | Monclova, Coahuila.                                                                                     |
| XHNOH-TDT                                      | 29            | Nueva Rosita, Coahuila.                                                                                 |
| XHPNH-TDT                                      | 31            | Piedras Negras, Coahuila.                                                                               |
| XHSTC-TDT                                      | 20            | Saltillo, Coahuila.                                                                                     |
| XELN-TDT                                       | 35            | Torreón, Coahuila.                                                                                      |
| XHCC-TDT                                       | 16            | Colima y Manzanillo, Colima.                                                                            |
| XHDUH-TDT                                      | 17            | Durango, Durango.                                                                                       |
| XHLEJ-TDT                                      | 24            | León, Guanajuato.                                                                                       |
| XHAL-TDT                                       | 23            | Acapulco, Guerrero.                                                                                     |
| XHCHN-TDT                                      | 34            | Chilpancingo, Guerrero.                                                                                 |
| XHIGN-TDT                                      | 31            | Iguala, Guerrero.                                                                                       |
| XHIXG-TDT                                      | 28            | Ixtapa-Zihuatanejo, Guerrero.                                                                           |
| XHATU-TDT                                      | 19            | Atotonilco, Jalisco.                                                                                    |
| XHAUM-TDT                                      | 23            | Autlán, Jalisco.                                                                                        |
| XHGUE-TDT                                      | 22            | Guadalajara y área metropolitana, Jalisco.                                                              |
| XHPVE-TDT                                      | 35            | Puerto Vallarta, Jalisco.                                                                               |
| XEX-TDT                                        | 14            | Altzomoni, Estado de México. Pachuca, Hidalgo. Puebla, Puebla. Cuernavaca, Morelos. Tlaxcala, Tlaxcala. |
| XHTOK-TDT                                      | 36            | Toluca, Estado de México.                                                                               |
| XHAPZ-TDT                                      | 21            | Apatzingán, Michoacán.                                                                                  |
| XHLAC-TDT                                      | 33            | Lázaro Cárdenas, Michoacán.                                                                             |
| XHMOW-TDT                                      | 29            | Morelia, Michoacán.                                                                                     |
| XHZAM-TDT                                      | 25            | Zamora, Michoacán.                                                                                      |
| XHTFL-TDT                                      | 33            | Tepic, Nayarit.                                                                                         |
| XET-TDT                                        | 31            | Monterrey y área metropolitana, Nuevo León.                                                             |
| XHHHN-TDT                                      | 19            | Huajuapan, Oaxaca.                                                                                      |
| XHOXO-TDT                                      | 34            | Oaxaca, Oaxaca.                                                                                         |
| XHPIX-TDT                                      | 34            | Pinotepa Nacional, Oaxaca.                                                                              |
| XHIH-TDT                                       | 35            | Tehuantepec, Oaxaca.                                                                                    |
| XEZ-TDT                                        | 29            | Querétaro, Querétaro.                                                                                   |
| XHQRO-TDT                                      | 27            | Cancún, Quintana Roo.                                                                                   |
| XHCQR-TDT                                      | 29            | Chetumal, Quintana Roo.                                                                                 |
| XHVST-TDT                                      | 32            | Ciudad Valles, San Luis Potosí.                                                                         |
| XHSLT-TDT                                      | 34            | San Luis Potosí y Río Verde, San Luis Potosí.                                                           |
| XHCUI-TDT                                      | 24            | Culiacán, Sinaloa.                                                                                      |
| XHLMI-TDT                                      | 29            | Los Mochis, Sinaloa.                                                                                    |
| XHMAF-TDT                                      | 28            | Mazatlán, Sinaloa.                                                                                      |
| XHCBO-TDT                                      | 17            | Caborca, Sonora.                                                                                        |
| XHCDO-TDT                                      | 36            | Ciudad Obregón, Sonora.                                                                                 |
| XHGUY-TDT                                      | 29            | Guaymas, Sonora.                                                                                        |
| XHHMS-TDT                                      | 29            | Hermosillo, Sonora.                                                                                     |
| XHNON-TDT                                      | 26            | Nogales, Sonora.                                                                                        |
| XHCMU-TDT                                      | 22            | Ciudad Mante, Tamaulipas.                                                                               |
| XHUT-TDT                                       | 36            | Ciudad Victoria, Tamaulipas.                                                                            |
| XHD-TDT                                        | 15            | Tampico, Tamaulipas.                                                                                    |
| XHCOV-TDT                                      | 27            | Coatzacoalcos, Veracruz.                                                                                |
| XHAJ-TDT                                       | 28            | Xalapa (Las Lajas), Veracruz.                                                                           |
| XHMEN-TDT                                      | 35            | Mérida, Yucatán.                                                                                        |
| XHSMZ-TDT                                      | 23            | Sombrerete, Zacatecas.                                                                                  |
| XHBQ-TDT                                       | 17            | Zacatecas, Zacatecas.                                                                                   |
| Estaciones con Canal 5 como multiprogramación. |               | |
| XHCBC-TDT                                      | 30            | Ciudad Constitución, Baja California Sur.                                                               |
| XHSJT-TDT                                      | 27            | San José del Cabo, Baja California Sur.                                                                 |
| XHCDC-TDT                                      | 22            | Ciudad del Carmen, Campeche.                                                                            |
| XHCIC-TDT                                      | 34            | Cintalapa, Chiapas.                                                                                     |
| XHHUC-TDT                                      | 32            | Huehuetán/Acapetahua, Chiapas.                                                                          |
| XHWVT-TDT                                      | 32            | Tonalá, Chiapas.                                                                                        |
| XHTUA-TDT                                      | 29            | Tuxtla Gutierrez, Chiapas.                                                                              |
| XHVFC-TDT                                      | 26            | Villaflores, Chiapas.                                                                                   |
| XHHPT-TDT                                      | 26            | Hidalgo del Parral, Chihuahua.                                                                          |
| XHNCG-TDT                                      | 27            | Nuevo Casas Grandes, Chihuahua.                                                                         |
| XHTEC-TDT                                      | 33            | Armería, Colima.                                                                                        |
| XHTWH-TDT                                      | 34            | Tulancingo, Hidalgo.                                                                                    |
| XHLBU-TDT                                      | 25            | La Barca, Jalisco.                                                                                      |
| XHCHM-TDT                                      | 21            | Ciudad Hidalgo, Michoacán.                                                                              |
| XHPUM-TDT                                      | 25            | Puruándiro, Michoacán.                                                                                  |
| XHSAM-TDT                                      | 14            | Sahuayo y Jiquilpan, Michoacán.                                                                         |
| XHZMM-TDT                                      | 25            | Zitácuaro, Michoacán.                                                                                   |
| XHACN-TDT                                      | 32            | Acaponeta y Tecuala, Nayarit.                                                                           |
| XHPAT-TDT                                      | 36            | Puerto Ángel, Oaxaca.                                                                                   |
| XHPET-TDT                                      | 31            | Puerto Escondido, Oaxaca.                                                                               |
| XHZAP-TDT                                      | 20            | Zacatlán, Puebla.                                                                                       |
| XHCOQ-TDT                                      | 30            | Cozumel, Quintana Roo.                                                                                  |
| XHMTS-TDT                                      | 29            | Matehuala, San Luis Potosí.                                                                             |
| XHTAT-TDT                                      | 29            | Tamazunchale, San Luis Potosí.                                                                          |
| XHPDT-TDT                                      | 22            | Puerto Peñasco, Sonora.                                                                                 |
| XHLRT-TDT                                      | 32            | San Luis Río Colorado, Sonora.                                                                          |
| XHFRT-TDT                                      | 27            | Frontera, Tabasco.                                                                                      |
| XHUBT-TDT                                      | 31            | La Venta, Tabasco.                                                                                      |
| XHTET-TDT                                      | 30            | Tenosique, Tabasco.                                                                                     |
| XHVIZ-TDT                                      | 32            | Villahermosa, Tabasco.                                                                                  |
| XHBR-TDT*                                      | 25            | Nuevo Laredo, Tamaulipas.                                                                               |
| XHTAM-TDT**                                    | 28            | Reynosa y Matamoros, Tamaulipas.                                                                        |
| XHCRT-TDT                                      | 18            | Cerro Azul, Veracruz.                                                                                   |
| XHFM-TDT***                                    | 24            | Veracruz, Veracruz.                                                                                     |
| XHVTT-TDT                                      | 32            | Valladolid, Yucatán.                                                                                    |

- - Estación con canal virtual 6.1.

*XHBR-TDT es la estación de Canal 4 Televisa Nuevo Laredo.

**XHTAM-TDT (Las Estrellas). No tiene asignado el canal virtual 5.1 debido a que la estación KRGV-TV de Weslaco, Texas, ciudad cercana a Reynosa, utiliza el canal 5.1 virtual para su afiliación local de ABC. Utiliza el canal virtual 2.2.

***XHFM-TDT es la estación de Tele Ver.

### Afiliadas anteriores
| Distintivo | Canal digital | Canal virtual    | Población                  | Notas |
| ---------- | ------------- | ---------------- | -------------------------- | --- |
| XHTX-TDT   | 24            | 5.1 (actual 8.1) | Tuxtla Gutiérrez, Chiapas. | Estación propiedad de Telemisión, S.A. de C.V. Terminó su afiliación con canal 5 el 31 de diciembre de 2018. Se le asignó un canal virtual distinto y la estación de Las Estrellas, XHTUA-TDT, retransmite actualmente la señal para Tuxtla Gutiérrez. |
| XHFX-TDT   | 18            | 5.1              | Morelia, Michoacán.        | Afiliada a canal 5. Estación propiedad de Grupo MarMor, también conocida como TV Michoacán. La estación XHMOW-TDT de la red de canal 5, sirve a la misma población.                                                                                    |
| XHLL-TDT   | 33            | 5.1 (actual 8.1) | Villahermosa, Tabasco.     | Estación propiedad de Televisión de Tabasco, S.A. Terminó su afiliación con canal 5 el 31 de diciembre de 2019. Se le asignó un canal virtual distinto y la estación de Las Estrellas, XHVIZ-TDT, retransmite actualmente la señal para Villahermosa.  |